# Internationale Klassifikation der Behandlungsmethoden in der Medizin
Die Internationale Klassifikation der Behandlungsmethoden in der Medizin (englisch International Classification of Procedures in Medicine) ist eine Prozedurenklassifikation in der Medizin.

## Zielsetzung
Die klassische Anwendung medizinischer Klassifikationen scheint die Verbesserung der Kosten- und Leistungstransparenz zu sein. Das wäre eine rein administrative Zielsetzung.
Übersehen wird jedoch meist, dass die Zielsetzung ursprünglich der Verbesserung der Qualität der medizinischen Leistung und der Steuerung der klinischen Abläufe galt (Fetter, Thompson 1967).

### Anwendung in Deutschland
Nach geltenden Richtlinien müssen medizinische Versorgungsmaßnahmen nach der vorgegebenen Klassifikation bezeichnet werden. Diese Klassifikationen verweisen auf die diagnosen- und therapieorientierten Fallgruppen (DRG). Ergebnisse der Begleitforschung zur Anwendung der DRG liegen auf 895 Seiten für den Zeitraum 2004–2006 vor. Ziel war die Verbesserung der Qualität der stationären Versorgung (S. 5, S. 9). Ziel war auch der Anreiz zur Änderung der Organisation, wobei auf die Aufbauorganisation und die Ablauforganisation gezielt wurde (S. 4, S. 48).

#### Ergebnisse zum Verfahren
Die Kodierung wird in Diagnosen nach ICD und mit Prozeduren nach OPS in der jeweils gültigen Fassung vorgenommen (S. 79). Dabei werden zwischen 2 und 3 therapeutische Prozeduren pro Fall erfasst (S. 105) und auffällig liegt die Zahl der Prozeduren unter der Zahl der Diagnosen. Somit wird die Vielzahl der einleitenden Diagnoseprozeduren und der den Aufenthalt begleitenden Pflegeprozeduren weder im Typ noch in der Vielfalt erfasst. Davon wurde lediglich für die intensiv-medizinische Komplexbehandlung zur Leistungsdokumentation ab 2005/2006 abgewichen (S. 205, S. 228). Dabei wird ein Anstieg der gesamten Verwaltungsaufwendungen aller Krankenhäuser insgesamt festgestellt (S. 678).
Damit ist erkennbar, dass die Einführung der Prozedurenschlüssel für die administrativen Abläufe insgesamt die Kosten gesteigert hat.

#### Ergebnisse zur Qualität
Erreicht wurden leichte Verbesserungen oder keine Verschlechterungen der Prozess- und der Ergebnis-Qualität (S. 17) bzw. deren Verbesserung wird vermutet (S. 18: "...dürften positive Effekte auf die Qualität ergeben haben."). Eine Verbesserung der Strukturqualität wurde nicht erkannt (S. 18). Außer Auswertungen von statistischem Material (S. 17) wurden lediglich Befragungen durchgeführt (S. 18). Insgesamt wird behauptet, Erkenntnisse zur Qualität stünden umfassend zur Verfügung (S. 19). Für die Zukunft wird erwartet, dass deutliche Verbesserungen der Qualität eintreten werden (S. 76). Veränderungen der qualitativen Zufriedenheit der Mitarbeiter im Krankenhaus sind nicht nachweisbar (S. 140). Aspekte der Versorgungsqualität wurden nicht ausgewertet (S. 140). Aspekte der qualitativen Zufriedenheit der Patienten wurden völlig ausgeschlossen (S. 140). Entsprechende Betrachtungen zu medizinischen Qualitätsmerkmalen finden sich in großer Detaillierung (S. 369–413).
Damit ist erkennbar, dass die Einführung der Prozedurenschlüssel für die Prozessqualität eher unbedeutend blieb.

#### Ergebnisse zur Ablauforganisation
Erreicht wurden Anreize zur Verbesserung wirtschaftlicher Prozessführung durch die Pauschalierung mit einer 3-4-fach höheren Wertigkeit, als Anreize für eine Verbesserung der Qualität (S. 154 ff). Dabei liegt der Umfang der Änderungen der Ablauforganisation durch Änderungen in der Informationstechnik und Änderungen im Controlling jeweils 12-fach höher, und hinsichtlich der Änderung der Interdisziplinarität noch vierfach höher als die Änderung der Strukturierung der medizinischen Arbeit (S. 155 ff). Die entsprechenden Investitionen in der Informationstechnik wurden beispielsweise aufgrund der geforderten Abrechnungsmethodik (55,4 %) und für die Verbesserung der Leistungsqualität (24,3 %) eingesetzt (S. 158). Eine klare Abgrenzung gegenüber anderen Ursachen war nicht möglich (S. 415, S. 651). Eine klare Erkenntnis über eine erreichte Verbesserung der Ablauforganisation liegt nicht vor (S. 566). Beispielsweise wird angegeben, dass lediglich 23 % der Krankenhäuser mindestens einen klinischen Pfad eingeführt haben (S. 693).
Damit ist erkennbar, dass die Einführung der Prozedurenschlüssel für die Organisation der medizinischen Abläufe eher unbedeutend blieb.

## Geschichte
Die ICPM wurde von der World Health Organization (WHO) erstmals 1978 publiziert und bildet die Grundlage für viele Prozedurenklassifikationen (erweitert und modifiziert in vielen Ländern) und stellt somit den Rahmen für nationale Erweiterungen dar. Das niederländische ICPM-DE war letztlich Grundlage für die deutsche Modifikation der ICPM: Operationen- und Prozedurenschlüssel (OPS) (früher: Operationsschlüssel nach §301 SGB V, OPS-301). Die Pflege des ICPM wurde von der WHO 1989 ausgesetzt, da man Ergebnisse aus dem Projekt „Galen-in-Use“ erwartete und keine ausreichenden Ressourcen für die internationale Abstimmung einer überarbeiteten Version zur Verfügung hatte.
Mittlerweile wird bei der [WHO] ein neues Klassifikationssystem, die „International Classification of Health Interventions“ (ICHI) auf Basis des australischen ICD-10-AM entwickelt.
Es gibt auch nationale Prozedurenklassifikationen ohne Bezug zur ICPM, zum Beispiel die australische ICD-10-AM, die französische CCAM und das US-amerikanische PCS.

## Portale
Deutschland
- Leitlinien des AWMF (keine Prozedurenschlüssel)
- Portal AWMF der wissenschaftlichen Medizin

International
- WHO International Classification of Health Interventions (ICHI) (UN-WHO Internationale Klassifikationen für Prozeduren)

Australien
- ICD-10_AM/ACHI/ACS 7th ed. 2010 (Australische Klassifikationen für Prozeduren)
- NCCH Australia (Australian National Centre for Classification in Health = Australisches Nationales Zentrum für Klassifikationen im Gesundheitswesen)

USA
- CMS USA Centers for Medicare & Medicaid Services (US-amerikanische Klassifikationen für Prozeduren)
- ICD-10-PCS, US Centers for Medicare & Medicaid Services, 7500 Security Boulevard Baltimore, MD 21244
- US National Institutes of Health, Washington / Bethesda, NIH Gateway Drive